# Вежа Бабка
Вежа Бабка (пол. Babka Tower) — хмарочос в Варшаві, Польща. Висота будівлі становить 105 метрів, він є першим житловим будинком міста, висота котрого перевищила позначку 100 метрів, і є другим за висотою житловим будинком Варшави після Łucka City. В будинку 28 поверхів, з котрих 25 надземних і 3 підземних. Будівництво було завершено в 2000 році.
Будинок розташовано на площі Бабки, від чого і походить назва Вежа Бабка.